# The Scene (Serie)
The Scene ist eine kostenlos verfügbare amerikanische Miniserie der Firma Jun Group Entertainment und behandelt das Thema der real existierenden, illegalen Computer-Subkultur der Warez-Szene durch die fiktive Geschichte einer Releasegroup. Aufmerksamkeit erlangte sie insbesondere über ihren ungewöhnlichen Stil: Es werden fast ausschließlich die Computerbildschirme von Textchatteilnehmern gezeigt. Daher wirkt die Serie wie eine filmische Adaption des Briefromangenres, nicht nur hinsichtlich der Schriftlichkeit, sondern auch hinsichtlich der Tatsache, dass der Zuschauer die fiktive Welt aus der wechselnden subjektiven Sicht des jeweils Schreibenden erlebt.

## Die Serie
The Scene behandelt das Leben einer Film-Ripper-Gruppe, die über eine außenstehende Person Zugang zu den neuesten Kinofilmen besitzt. Dabei wird ausdrücklich betont, dass The Scene keine Serie ist, die zur Produktpiraterie anregen soll.
Die Serie selbst wird dabei kostenlos über das Internet verteilt und steht unter einer Creative-Commons-Lizenz.
The Scene ist allerdings keine Serie im normalen Stil, da die Charaktere dabei beobachtet werden, was sie an ihren Computern tun. Größtenteils ist im Bild der Computermonitor der Akteure eingeblendet, auf dem diese chatten, DVDs rippen, E-Mails schreiben usw. Aufgezeichnet wurden das Bildschirmgeschehen mit Camtasia. In der oberen linken Ecke ist darüber hinaus ein Kamerabild zu sehen, auf dem der Akteur zu sehen ist. Das Bild verändert sich dabei nie, sondern ist starr ähnlich wie bei einer Webcam. Aus diesem Grund liegen die Produktionskosten der Serie auch sehr niedrig und befinden sich nach den Angaben der Jun Group bei rund 600 US-Dollar pro Episode. Die Folgen sind lizenziert unter der Creative-Commons-Namensnennung-Keine-Bearbeitung-Lizenz 2.0.

### Charaktere
- Brian Sandro (Joe Testa) – Bekannt als „Drosan“. Er ist der Kopf von CPX, einer der besten Moviegroups in der Szene.
- Teflon (Curt Rosloff) – Tef' ist die Nummer 2 in CPX. Er kümmert sich um das Beschaffen von Quellen und ist Drosans bester Freund. Er wird oft als der „alte Sack“ von CPX bezeichnet, da er der älteste der Gruppe ist.
- Pyr0 (Nick White) – Er ist der Encoder der Gruppe und komprimiert die DVDs
- Slipknot (Noah Rothman) – Er kümmert sich um die Beziehungen zwischen den Gruppen. Es wird vermutet, dass er aus Frankreich kommt.
- C0da (Dinarte Freitas) – Er ist der Kurier. Er bekommt die Quellen und macht die Uploads. Er ist der vorsichtigste und ängstlichste in der Gruppe. Er wohnt in der Nähe von Berlin.
- Melissa (Trice Able) – Sie ist die Freundin von Brian und ist sauer auf ihn, da er mehr Zeit am PC als mit ihr verbringt.
- trooper (Jill Howell) – Sie ist eine der heißesten Quellen von CPX. Sie arbeitet in einem DVD-Presswerk, das Screener herstellt; und beschafft somit Filme in hoher Bildqualität und vor der offiziellen Veröffentlichung.

## Die Parodie
Es existiert eine Parodie zur Serie mit dem Namen Welcome to teh Scene.
Die Gruppe, um die es in der Parodie geht, nennt sich „XPC“ (CPX, die Gruppe aus dem Original rückwärts gelesen). Der Chef von XPC nennt sich „Hydrosan“ (eine Mischung aus den Namen der real existierenden Gruppe „HYdRO“ und dem Namen des Chefs aus dem Original „Drosan“).

## The Scene 2.0
Bei The Scene 2.0 handelt es sich um die zweite Staffel der Serie, welche am 17. Juli 2006 gestartet ist. Auffälligste Änderung gegenüber der ersten Staffel sind neue Charaktere, Schauspieler sowie eine neue Rahmenhandlung. Des Weiteren wurden die Folgen im Wochenrhythmus veröffentlicht, wodurch die Länge einer Episode verkürzt wird. 20 Episoden sind erschienen.